# Взрыв на заводе № 4Д
Взрыв на заводе № 4Д — техногенная катастрофа, произошедшая 21 июня 1957 года на заводе в Караганде. По причине нарушения технологии производства произошло возгорание цеха смешения компонентов будущей взрывчатки. В результате последовавшего взрыва погибли 33 человека.

## Завод № 4Д
Во время Великой Отечественной войны возросла роль Казахстана в оборонной промышленности СССР. Часть предприятий была эвакуирована сюда с западных районов страны, другие же построены на месте уже во время войны.
В 1942 году в шахтёрской Караганде, в районе рабочего посёлка Старая Тихоновка (часть современного Пришахтинска), была построена мастерская по производству динамонов, взрывчатых веществ, применявшихся как на взрывных работах, так и для снаряжения боеприпасов в связи с недостатком тротила. Проектная мощность мастерской предполагала выпуск восьми тонн взрывчатки в сутки.
После войны мастерская выросла до завода взрывчатых веществ № 4Д комбината «Карагандауголь». Площадь предприятия составляла почти 4,5 га, что в будущем роковым образом скажется на судьбе завода. В 1954 году была проведена частичная реконструкция завода.
К 1956 году предприятие, выпуская почти по 33 тонны аммонита в сутки, перевыполняет план, производя продукции на 15,5 миллиона рублей в год.
К моменту катастрофы на заводе № 4Д работали 338 человек, 149 из которых занимались непосредственно изготовлением взрывчатых веществ.

## Пожар и взрыв
21 июня 1957 года в цехе, в котором располагались барабаны № 5, 6 и 7 для смешивания компонентов будущей взрывчатки, вспыхнул пожар. Бумажная тара, хранившаяся в цехе, и деревянные конструкции здания способствовали быстрому распространению огня. Пламя мгновенно охватило всё двухэтажное кирпичное здание.
В 17:15 в цехе раздался мощный взрыв. Взрывной волной выбило стекла в домах рабочего поселка, расположенного в 250 метрах от завода, а также более отдалённых посёлков. В результате взрыва погибли 33 человека, работавших во вторую смену, включая директора завода. Погибших похоронили в братской могиле на Тихоновском кладбище.

## Возможные причины и расследование
Согласно официальной версии экспертно-технологической комиссии, включавшей министра внутренних дел Казахской ССР, министра здравоохранения КазССР, прокурора КазССР и других высокопоставленных лиц, нарушения были допущены ещё при строительстве завода. Небольшая площадь завода, скученность цехов и складов привели к большим разрушениям. Гонка за перевыполнение плана привела к «грубейшим нарушениям технологии производства взрывчатых веществ, правил техники безопасности и противопожарной охраны». Из-за постоянной работы оборудование, находившееся в закрытом помещении, нагревалось, что спровоцировало мгновенную вспышку-взрыв.
По результатам расследования причин взрыва виновниками трагедии были названы директор, главный инженер, главный технолог и ещё несколько человек.